# Henry Bessemer
Pour les articles homonymes, voir Bessemer.
Henry Bessemer (1813 à Charlton, Hertfordshire, Angleterre – 1898 à Londres) est un industriel et métallurgiste britannique. Il est surtout connu par le procédé d'affinage industriel de la fonte pour fabriquer de l'acier (1855) qui porte son nom et qui s'imposa partout en Europe en raison de son faible prix de revient.

## Biographie
Auteur de multiples inventions (Henry Bessemer déposa 129 brevets), il est surtout connu par le procédé d'affinage industriel de la fonte pour fabriquer de l'acier (1855) qui porte son nom et qui s'imposa partout en Europe en raison de son faible prix de revient. Son invention, également revendiquée par Antoine Galy-Cazalat (1796-1869), fut le point de départ de la production industrielle massive de l'acier.
Il construisit à Sheffield de grandes usines pour y appliquer sa méthode.
Il est à l'origine d'autres inventions, moins connues:
- la coulée continue d'acier. Son idée n'eut cependant pas de développement concret.
- Un navire destiné à la ligne Calais Douvres dont le grand salon était monté sur un ensemble de cardans pour éviter aux passagers le mal de mer. Un matelot devait en permanence maintenir le salon à l'horizontale en agissant sur des vérins hydrauliques (seul le roulis était compensé, pas le tangage).
- Le  bateau prototype, amphidrome pour simplifier les manœuvres portuaires était équipé de deux  machines et de quatre  roues à aubes, mais il se révéla très peu maniable et détruisit l'estacade de Calais à plusieurs reprises et fut retiré de la ligne, ruinant son inventeur. Cf site en anglais sur le navire de Bessemer.

Il écrivit ses mémoires qui furent publiées sous le titre Sir Henry Bessemer, F.R.S, an autobiography.

## Galerie d'images

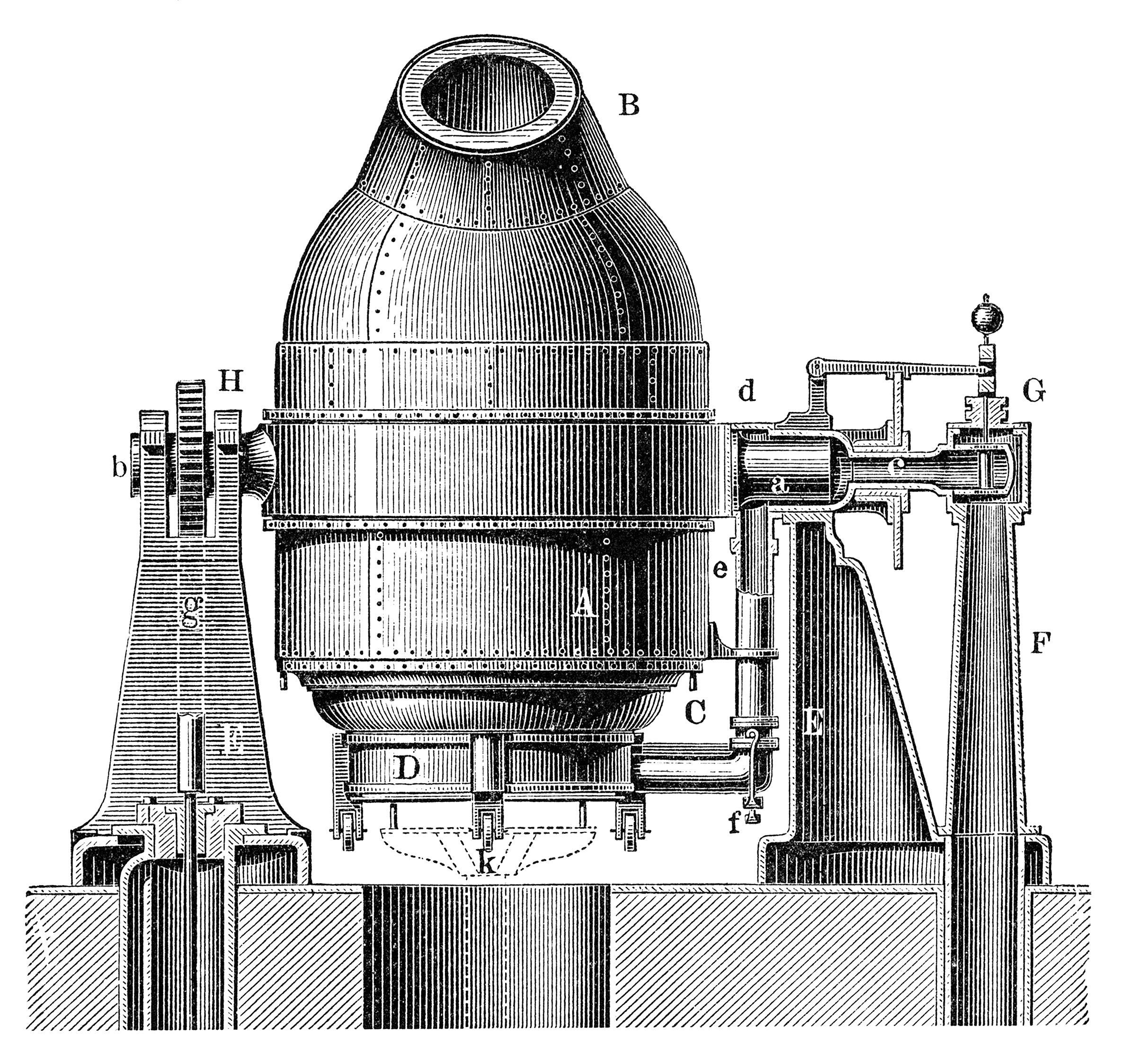
Un convertisseur Bessemer avec sa forme caractéristique en cornue
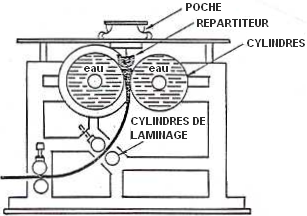
Illustration du brevet sur la coulée continue

## Médaille d'or de Bessemer
Son nom a été donné à une médaille d'or qui est remise chaque année par l'Institut des matériaux, des minéraux et des mines. 
Voir la catégorie « médaille d'or de Bessemer » → ici

## Publications et œuvres
- (en) On the resistance of the atmosphere to railway trains, and a means of lessening the same; together with an account of some improvements in railway carriage axles, John Weale, 1847.
- (en) On a New Systerm of Manufacturing Sugar from the Cane : And Its Advantages as Compared with the Method Generally Used in the West Indies: Also, Some Remarks on the Best Mode of Insuring Its General and Simultaneous Introduction Into the British, W. Tyler, 1852, 61 p..
- (en) The iron manufacture, and Mr. Bessemer's invention, 1856.
- (en) On the Manufacture of Malleable Cast Steel : Its Progress and Employment as a Substitute for Wrought Iron, Benjamin Bannan, 1865, 361 p..
- Fabrication du fer et de l'acier  (trad. Chobrzynski) (Communication de l'auteur à la Société des ingénieurs civils de Londres et discussion qui s'y rattache), Neuilly, 1861, 32 p., In-8 (lire en ligne)
- Quelques observations de M. H. Bessemer, à propos des brevets d'invention et de la note de M. Michel Chevalier, Paris, Vve Renou, Maulde et Cock, 1878, 10 p..
- (en) On the Manufacture and Uses of Steel with Special Reference to Its Employment for Edge Tools, Ironmonger's Office, 1880, 23 p..
- (en) Sir Henry Bessemer, F.R.S. An autobiography, 1905, 504 p. (lire en ligne).